# Trois Lacs
Pour les articles homonymes, voir Les Trois Lacs, Les Trois Lacs (Les Sources), Trois-Lacs et Pays des Trois-Lacs.
Les Trois Lacs sont trois lacs de l'île principale des îles Kerguelen dans les Terres australes et antarctiques françaises (TAAF). Ils sont situés sur la péninsule Courbet.